# Kvangdzsin-ku
Kvangdzsin-ku (hangul:  광진구, handzsa:  廣津區, RR: Gwangjin-gu) Szöul 25 kerületének egyike. Itt található a Konguk Egyetem és a Szedzsong (Sejong) Egyetem.

## Tongok(Dongok)
- Csajang-tong (Jayang-dong) (자양동, 紫陽洞)
- Csunggok-tong (Junggok-dong) (중곡동, 中谷洞)
- Hvajang-tong (Hwayang-dong) (화양동, 華陽洞)
  - Modzsin-tong (Mojin-dong) (모진동, 毛陳洞)
- Kvangdzsang-tong (Gwangjang-dong) (광장동, 廣壯洞)
- Kundzsa-tong (Gunja-dong) (군자동, 君子洞)
- Kui-tong (Guui-dong) (구의동, 九宜洞)
- Noju-tong (Noyu-dong) (노유동, 老遊洞)
- Nung-tong (Neung-dong) (능동, 陵洞)